# Chaetopleura apiculata
Chaetopleura apiculata är en blötdjursart som först beskrevs av Say in Conrad 1834.  Chaetopleura apiculata ingår i släktet Chaetopleura och familjen Ischnochitonidae. Inga underarter finns listade i Catalogue of Life.